# Granville, Ohio
Granville là một làng thuộc quận Licking, tiểu bang Ohio, Hoa Kỳ. Năm 2010, dân số của làng này là 5646 người.

## Dân số
- Dân số năm 2000: 3167 người.
- Dân số năm 2010: 5646 người.